# Скардови-де-Риштон, Фредерик
Фредерик Скардови-де-Риштон (Скардовий-Рингтон, Фёдор Львович; Скардови фон Рингтон, Фридрих-Людвиг; 1785—1838) — русский военный, генерал-майор.

## Биография
Родился в 1784 году в семье врача Скардови, который в 1786 году был принят на службу ко двору Екатерины II и допущен к лечению больных (без экзамена в Медицинской канцелярии):

В 1786 г. Скардови, по повъленію Императрицы Екатерины II, был принят на коронную службу как зубной врач.

Дата вступления на военную службу Фредерика Скардови неизвестна. С 25 февраля 1827 года по январь 1837 года командовал Екатеринославским кирасирским полком. 1 января 1837 года произведен в генерал-майоры и уволен в отставку.
Умер 16 марта 1838 года в Санкт-Петербурге.

## Награды
- Награждён орденом Св. Георгия 4-й степени (№ 3942; 26 ноября 1826, в чине подполковника).
- Также награждён другими орденами Российской империи.